# Accidente de autobús de San Martín Jilotepeque de 2013
El accidente de autobús de San Martín Jilotepeque de 2013 se produjo el lunes 9 de septiembre de 2013 en el municipio de San Martín Jilotepeque, departamento de Chimaltenango en Guatemala, cuando un autobús extra urbano con unos 80 pasajeros cayó en un barranco con una profundidad de 200 metros. El accidente dejó 48 muertos y 37 heridos.
El accidente se produjo en el km 64 de la carretera que conecta San Martín Jilotepeque con Chimaltenango y se presume que fue causada por sobrecarga, exceso de velocidad y del mal funcionamiento del sistema de frenos. De acuerdo al vocero del Ministerio de Comunicaciones, el bus llevaba a 85 pasajeros aunque tenía capacidad para 54.